# AVE.com
AVE.com – nieistniejąca linia lotnicza, której siedziba mieściła się w Szardży, a baza w porcie lotniczym Szardża. Linia oferuje loty czarterowe i usługi leasingu statków powietrznych. AVE.com została założona w 1996 roku jako Phoenix Aviation
AVE.com jest własnością Evgeny Khaprov i Vladimira Goncharova, a linia liczy średnio 230 pracowników.

## Flota
Na sierpień 2013, flota AVE.com składa się z poniższych statków powietrznych, których średni wiek wynosi 34.8 lat